# تشاد مورغان
تشاد مورغان (بالإنجليزية: Chad Morgan)‏ هو عازف قيثارة ومغني وكاتب أغاني أسترالي، ولد في 11 فبراير 1933 في Wondai ‏ في أستراليا.

## وصلات خارجية
- الموقع الرسمي